# 沃羅希洛夫斯科耶湖
61°5′55″N 29°5′41″E / 61.09861°N 29.09472°E
沃羅希洛夫斯科耶湖（俄语：Ворошиловское），是俄羅斯的湖泊，位於該國西北部，由列寧格勒州負責管轄，處於維堡區，面積8平方公里，海拔高度38米，集水區面積93平方公里。